# Thieusies
Thieusies is een dorp in de Belgische provincie Henegouwen, en een deelgemeente van de Waalse stad Zinnik. Thieusies was een zelfstandige gemeente tot aan de gemeentelijke herindeling van 1977.

## Etymologie
De naam Thieusies betekent land van Theodisio (Theodisiacae in het Gallo-Romeins).

## Bezienswaardigheden
- De Sint-Pieterskerk (Église Saint-Pierre) is een classicistisch kerkgebouw van 1781. De toren werd in 1857 gebouwd.
- De Sint-Pieterskapel (Chapelle Saint-Pierre) is een neoclassicistische kapel van 1889, opgericht in het gehucht la Motte. Hier stond tot in de 15e eeuw een kasteel en honderden soldaten van Willem III van Oranje zijn hier levend verbrand in 1678, toen gevochten werd tegen de troepen van Lodewijk XIV van Frankrijk.
- Het Kasteel van Thieusies (Château de Thieusies) stamt uit het 2e kwart van de 18e eeuw. In de 19e eeuw werd het verbouwd tot een kasteel in neorenaissancestijl. Het kasteel ligt in een park. In 2004 werd het aangekocht door The Rawlings Foundation, een evangelicale stichting die er congressen en dergelijke organiseert.
- Het Château de la Baille Rouge is een bouwwerk in eclectische stijl met neorenaissance elementen. Het werd gebouwd in 1905 in opdracht van Léon de la Roche en Marie van Tighem de Tenbergen. Het kasteel wordt omgeven door een landschapspark.

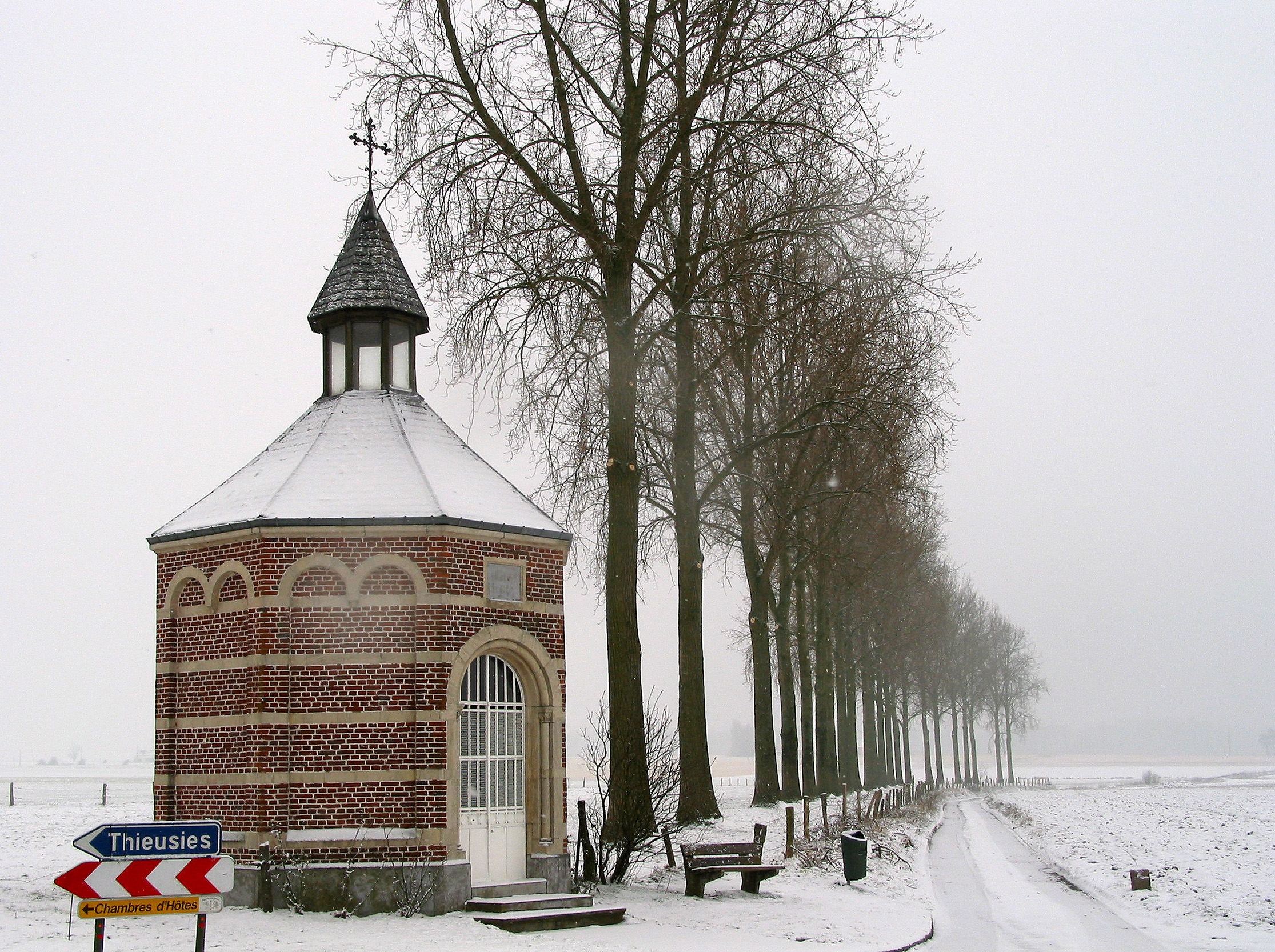
Het dorp in de winter
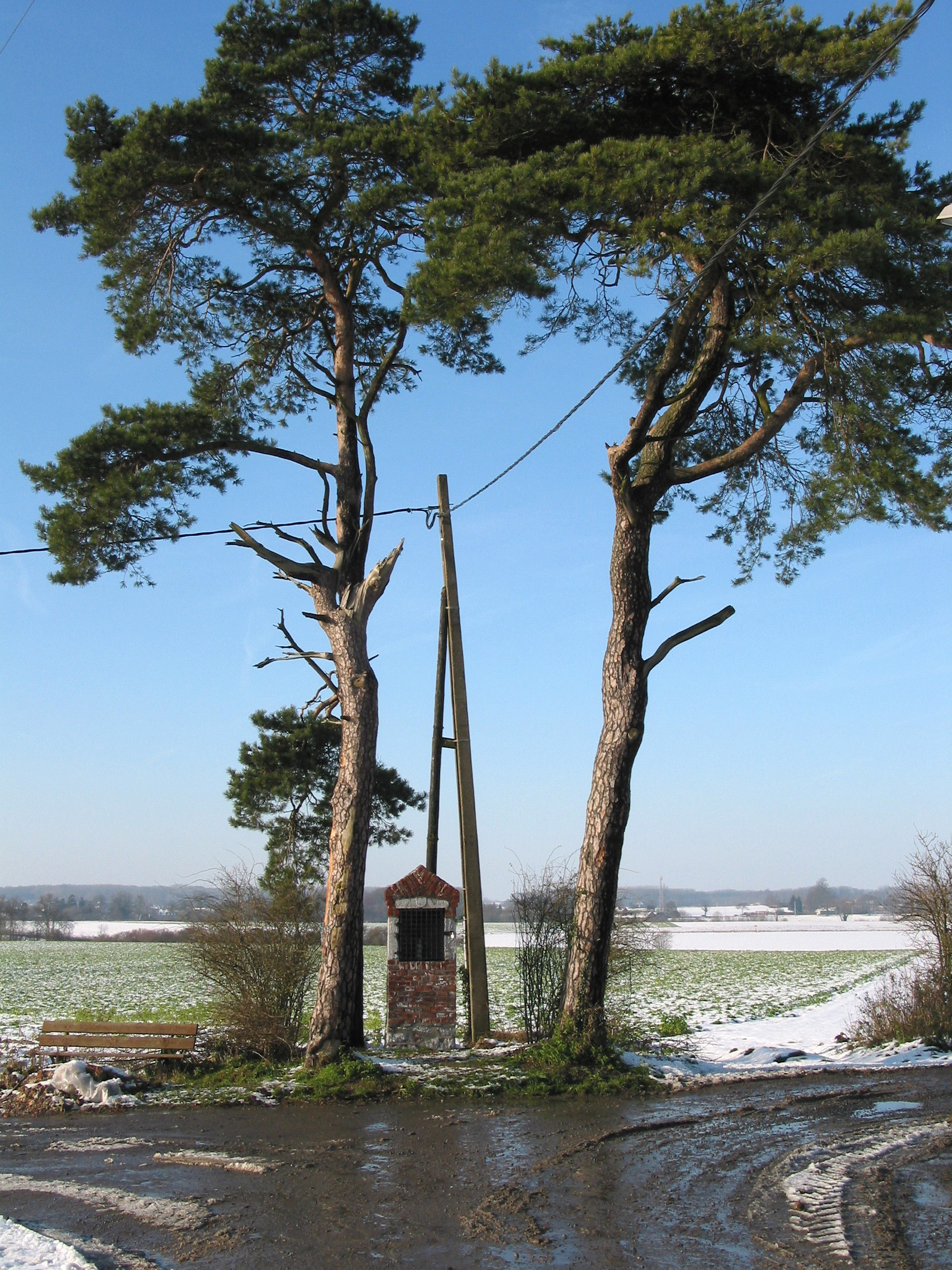
Het dorp in de winter
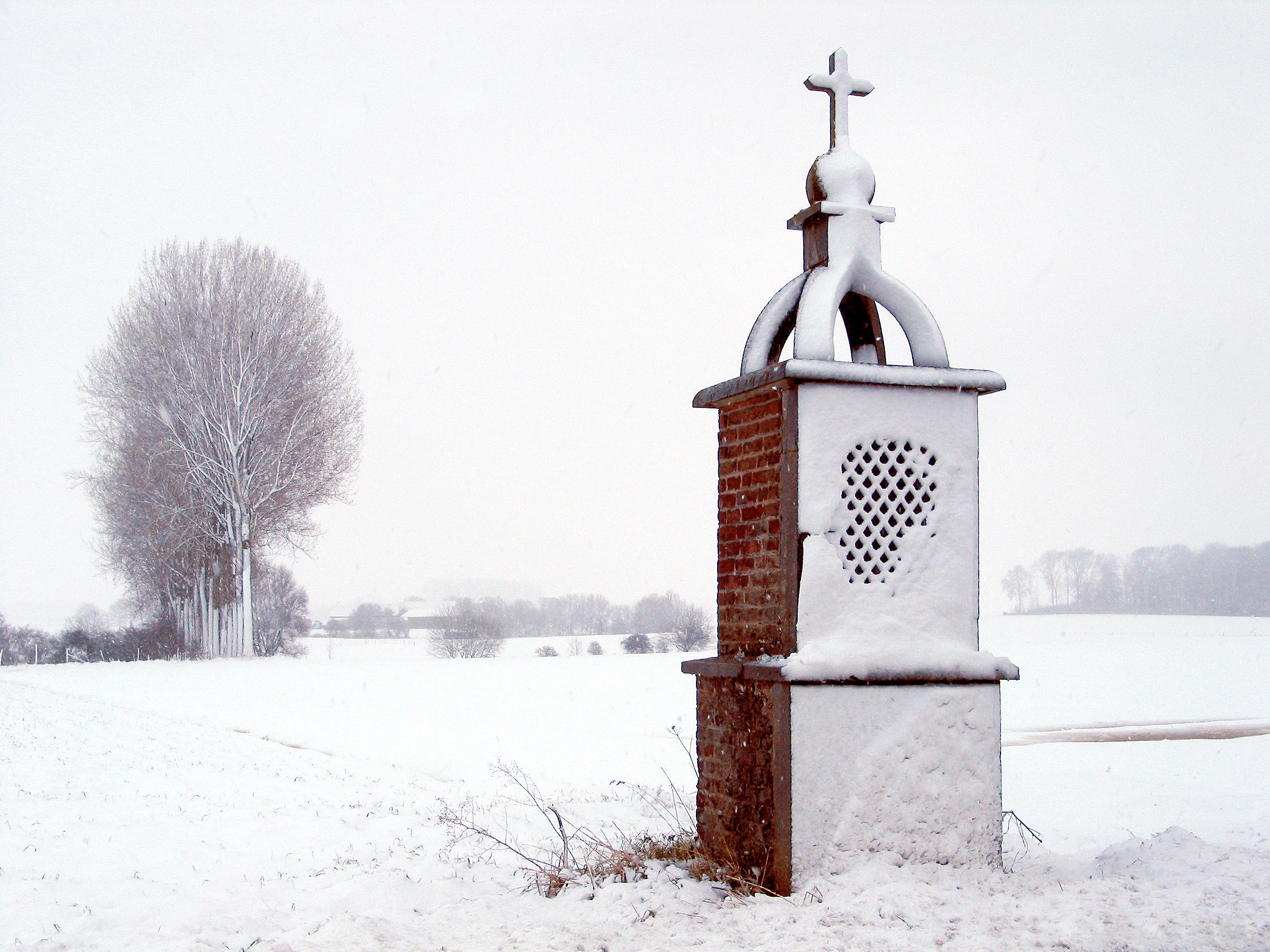
Het dorp in de winter
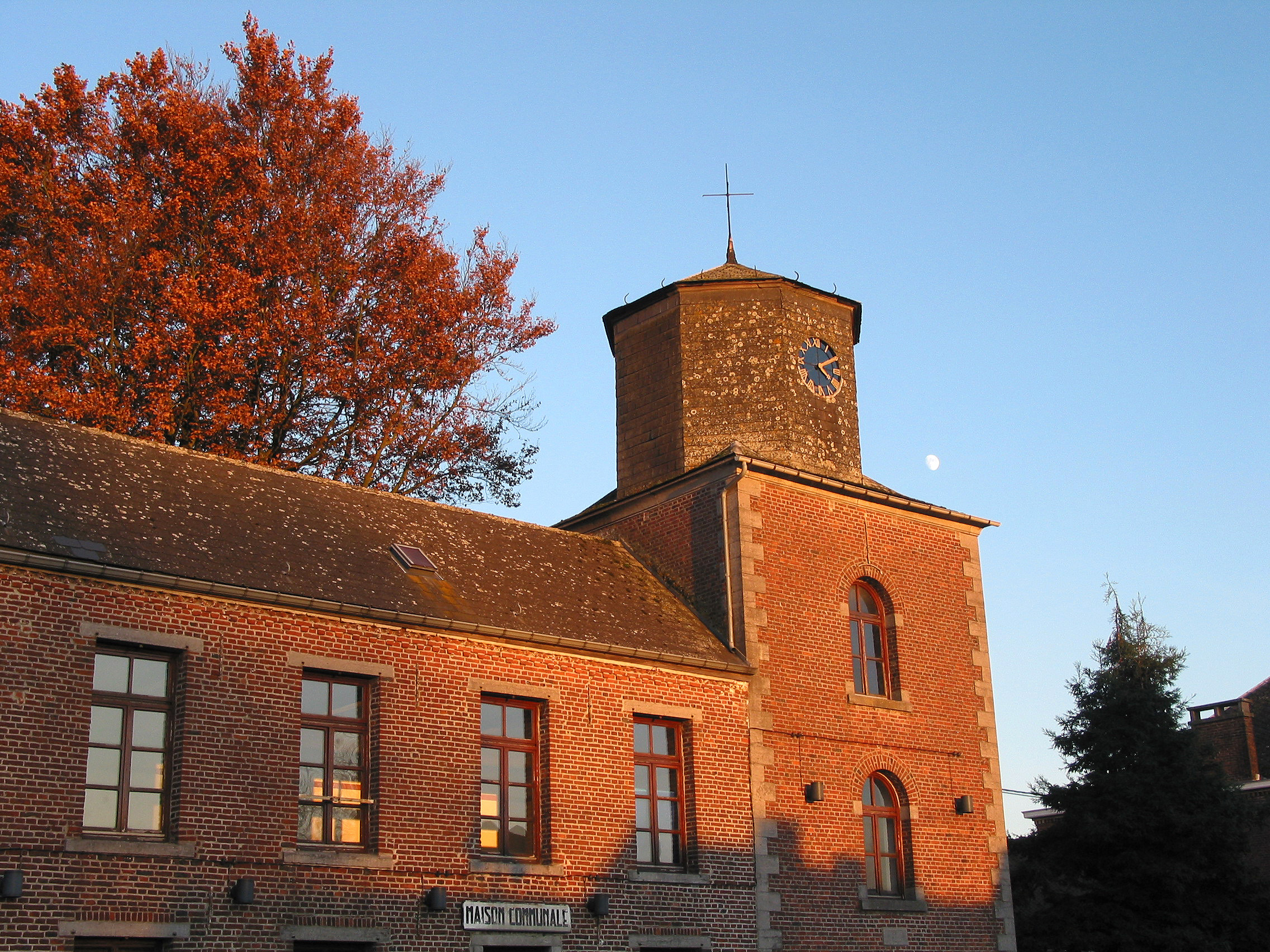
Voormalig gemeentehuis
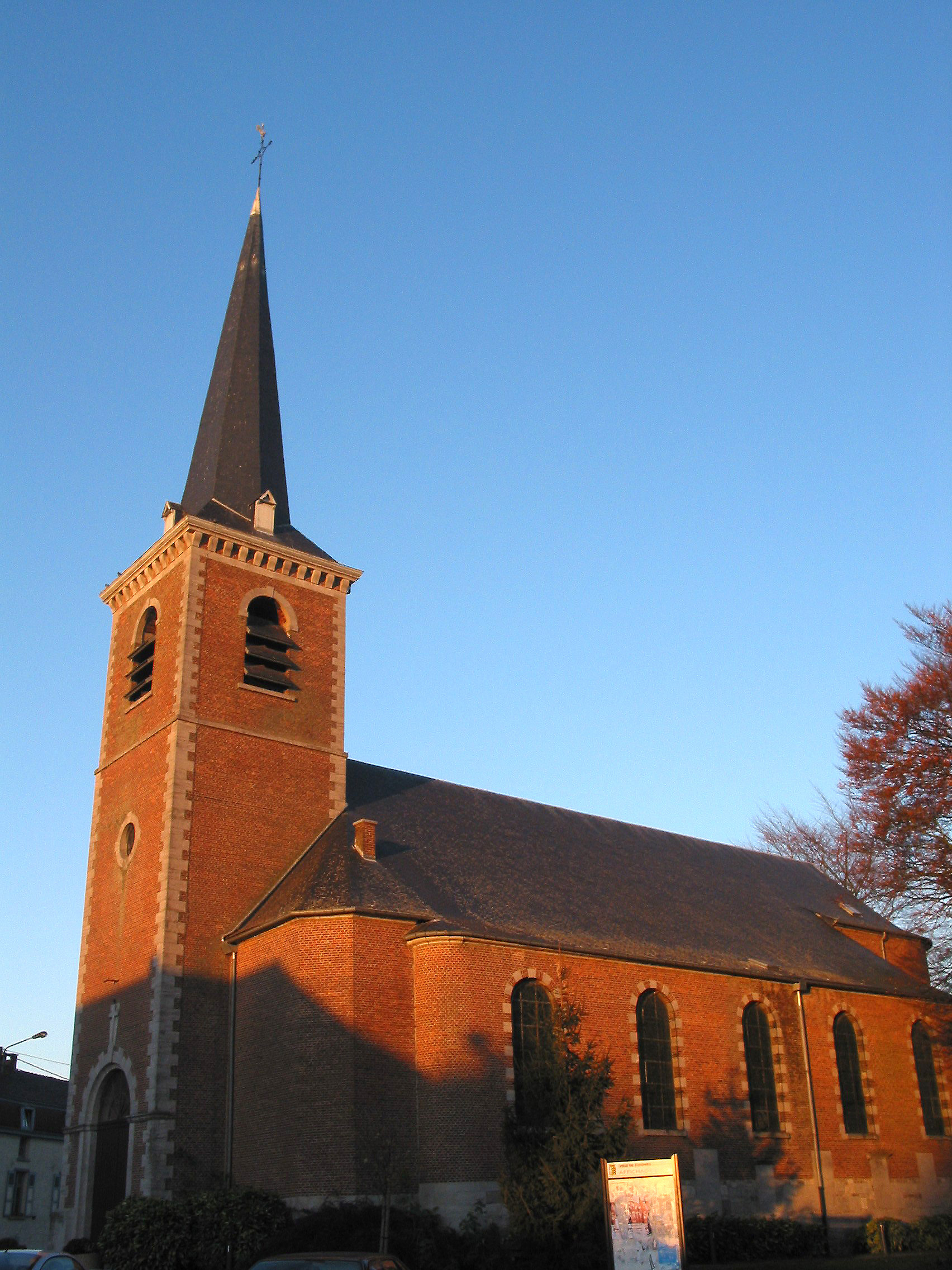
De Sint-Pieterskerk (Église Saint-Pierre).
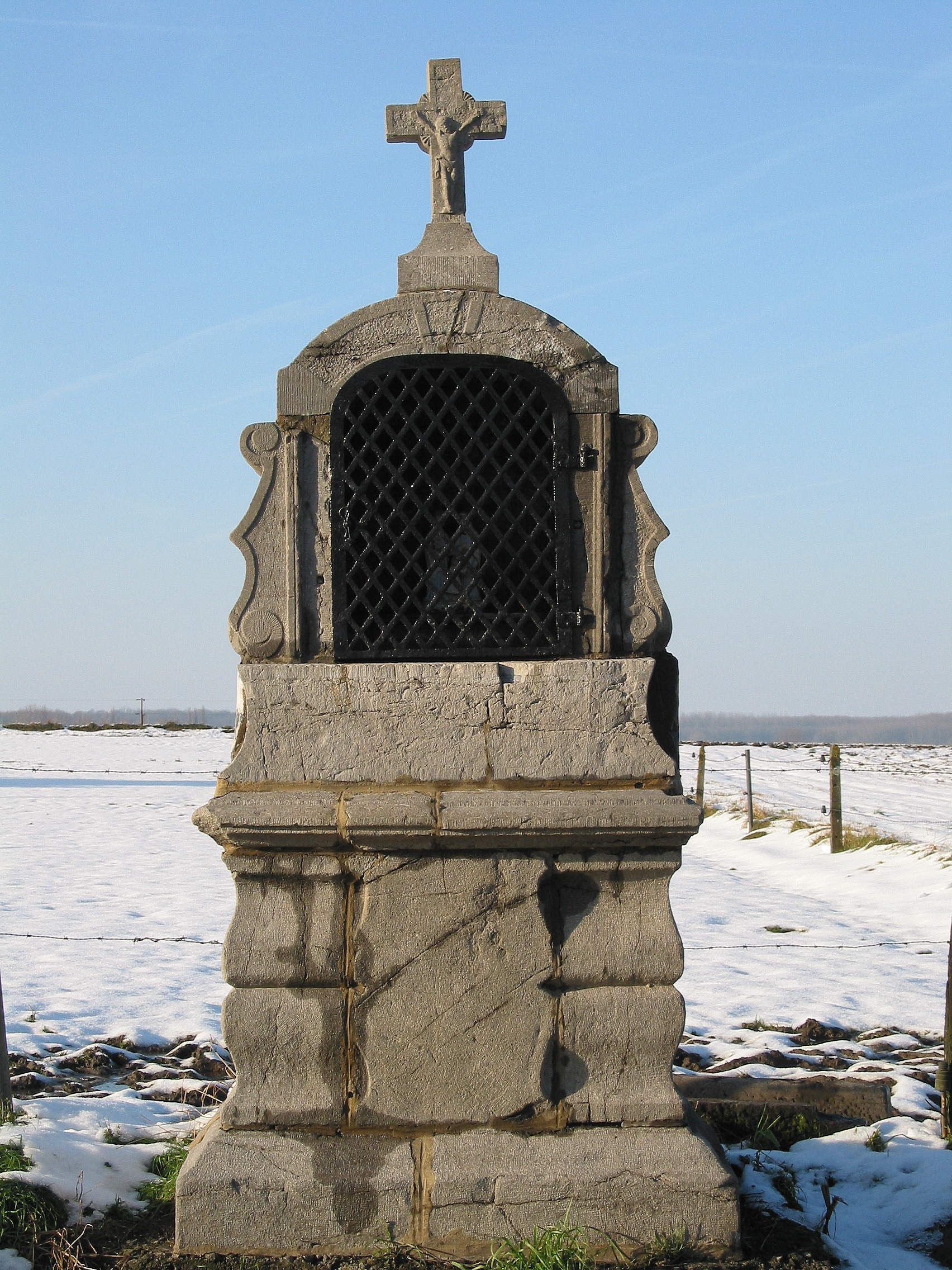
Kapel van de Heilige Familie (Sainte Famille).
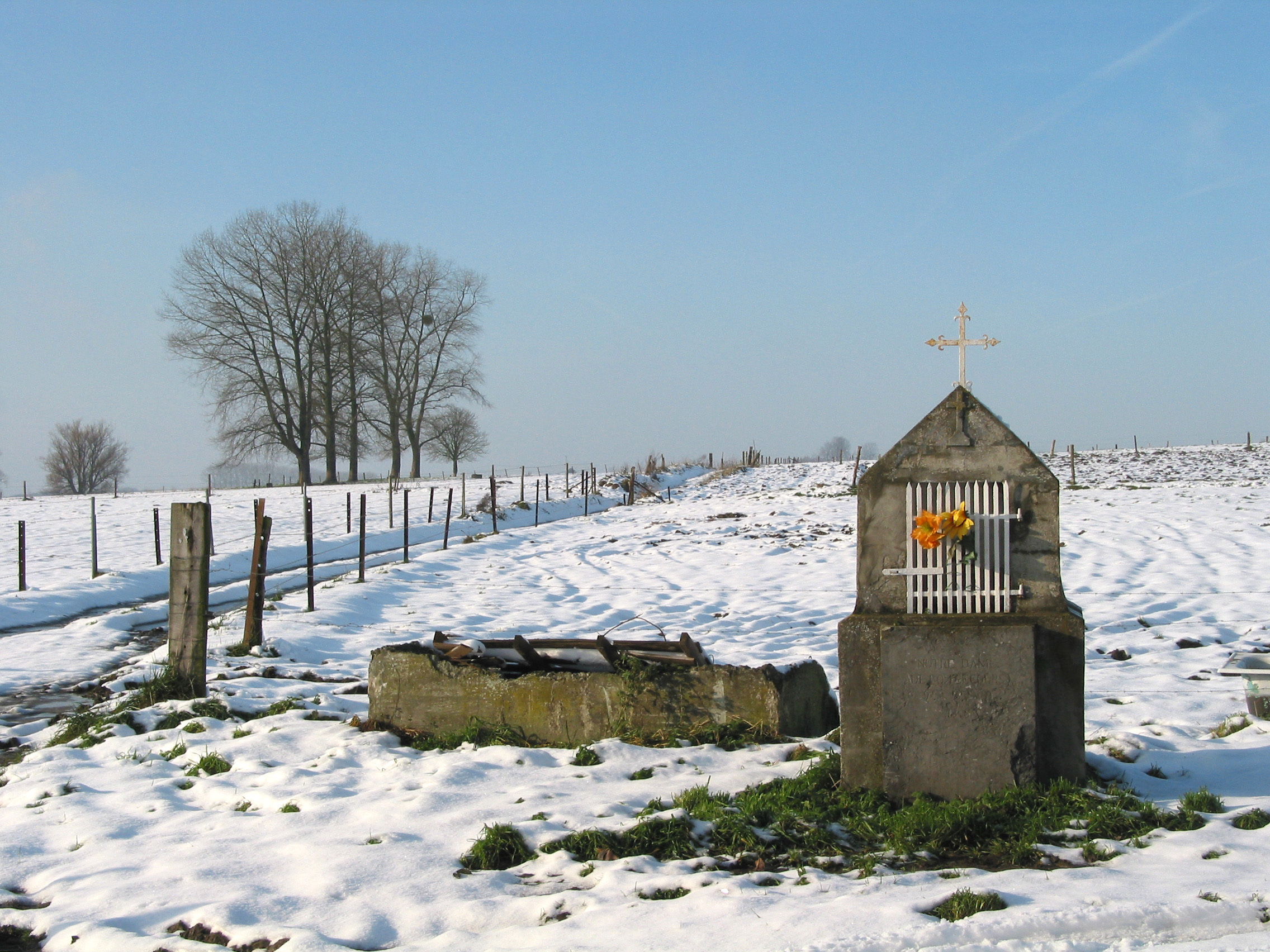
Onze-Lieve-Vrouwkapel van Bon-Secours (Notre Dame de Bon-Secours).
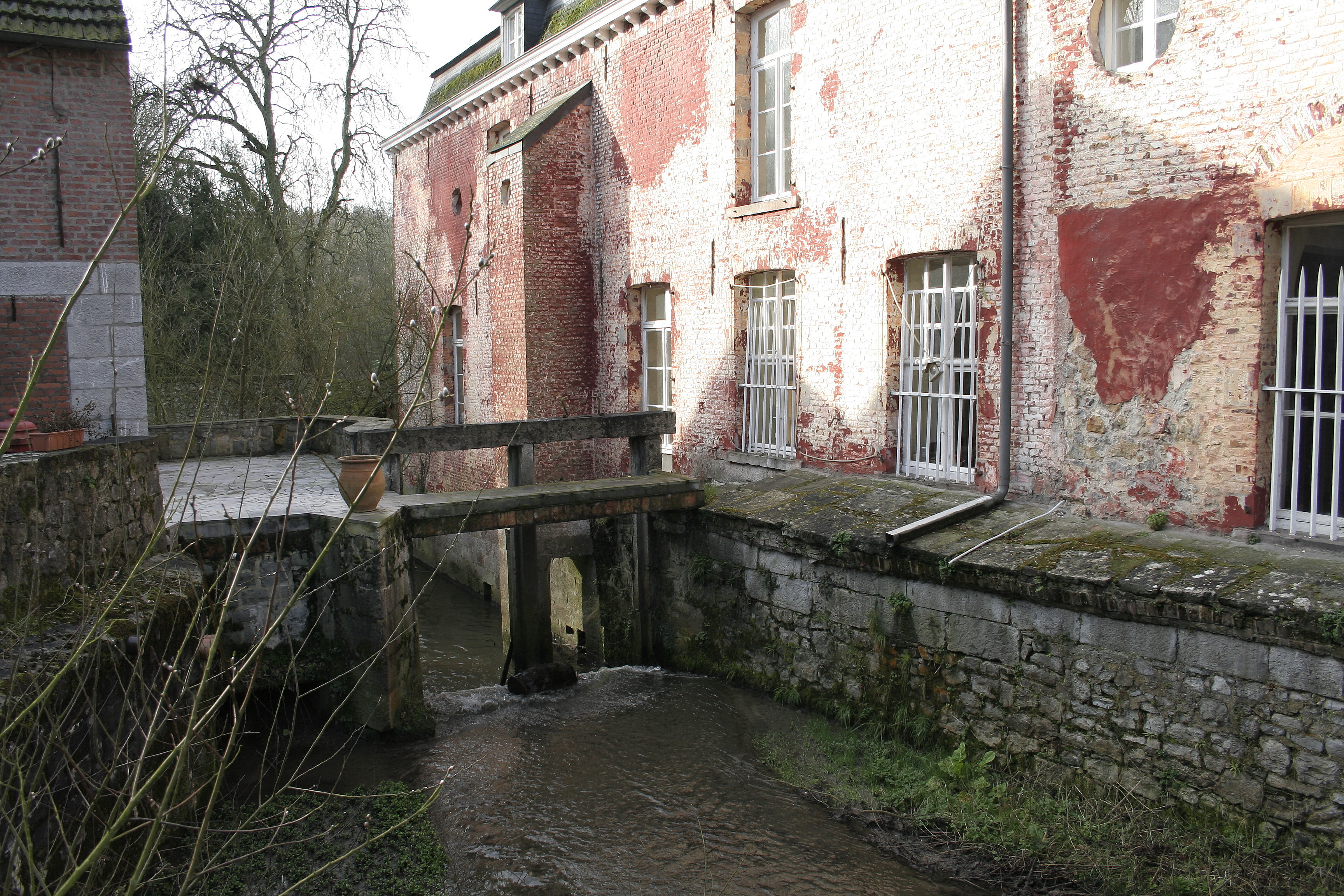
Kasteel en watermolen van La Roquette (1789)

## Natuur en landschap
In het zuiden loopt de Ruisseau d'Hasnon. De hoogte aan de kerk bedraagt 108 meter.

## Demografische ontwikkeling
- Bronnen:NIS, Opm:1831 tot en met 1970=volkstellingen

## Geboren
- Virginie Caulier (1979), ruiter

## Nabijgelegen kernen
Casteau, Saint-Denis, Gottignies, La Gage, Le Roeulx, Naast